# 平壌総合病院
平壌総合病院（ピョンヤンそうごうびょういん、朝鮮語: 평양종합병원）は、朝鮮民主主義人民共和国（北朝鮮）の平壌直轄市に新設される病院。

## 概要
2019年12月に開催された朝鮮労働党中央委員会総会で「党創立75周年記念事業」として建設を決定。2020年3月17日に行われた着工式には最高指導者の金正恩党委員長が出席し、「党創立75周年を迎えて平壌総合病院を立派に建設しよう」と題する演説を行い、朝鮮労働党創立75年にあたる10月10日までに完成させるよう指示した。
2020年7月20日、朝鮮中央通信は金正恩が病院建設現場を訪れたことを報道。現地では幹部に対し、資材調達などの予算を組まず一方的な工事の進行で住民に負担を与えているとして厳しく叱責、責任のある幹部全員の交代を指示したと伝えた。

## その他の病院
- 朝鮮赤十字総合病院
- 保健省歯科総合病院
- 金萬有病院
- 平壌産院
- 平壌医科大学病院